# Pat Garrett
Pat Garrett, rodnim imenom Patrick Floyd Jarvis Garrett (Chambers County, Alabama, 5. lipnja 1850. – Las Cruces, Novi Meksiko, 29. veljače 1908.), američki šerif na Divljem zapadu, carinik i ugostitelj, najpoznatiji kao čovjek koji je ubio odmetnika i revolveraša Billyja Kida.

## Životopis
Rodio se u američkoj saveznoj državi Alabami. Za vrijeme Američkog građanskog rata (1961.-1865.) otac mu je ostao bez plantaže te je obitelj financijski propala, zbog čega je Pat s osamnaest godina napustio rodni dom i krenuo u Teksas, a zatim dalje na zapad na prostor današnjeg Novog Meksika koji u to vrijeme nije bio savezna država, već je bio organiziran kao teritorij SAD-a. Bavio se poslovima kauboja i lovca na bizone, a oženio se 1879. godine i udomaćio u Novom Meksiku gdje je bio izabran za zamjenika šerifa, a potom u studenom 1880. godine za šerifa. Već je slijedeće godine, u lipnju ubio zloglasnog odmetnika i revolveraša Billyja Kida u naselju Fort Summer. Poslije toga se bavio poslom rančera u Roswellu, Novi Meksiko, da bi 1896. godine postao zamjenik šerifa, a zatim šerif u Okrugu Doña Ana, Novi Meksiko. Posao šerifa je ostavio 1902. godine, nakon čega je radio kao sakupljač carine u El Pasu, Teksas, do 1906. godine.
Garrett je kupio ranč kraj naselja Las Cruces, Novi Meksiko čiji je dio uskoro dao u zakup zbog financijskih poteškoća. Uskoro se našao u velikoj svađi sa zakupnikom ranča, Wayneom Brazelom, koji ga je ubio na cesti nedaleko od ranča. Na sudu je Brazel tvrdio da je Garrett prvi potegao revolver na njega te da ga je ubio u samoobrani, nakon čega ga je sud oslobodio optužbe za ubojstvo. Međutim, Garrettova smrt ostaje ipak nerazjašnjena zbog činjenica da je Garrett tijekom života, kao šerif, stekao mnogo neprijatelja pa ostaje pitanje je li bio namjerno ubijen.